# Ново-Сухаревский рынок
Но́во-Су́харевский рынок (также «Новосухаревский рынок»)— московский продовольственно-промышленный рынок, существовавший в 1925—1930 годах в районе между современными Большим Сухаревским переулком, Трубной улицей и Садовой-Сухаревской улицей. Был известен также как «Новая Сухаревка».
Рынок был построен по проекту советского архитектора Константина Мельникова.
По состоянию на март 2010 года сохранилось сильно перестроенное конторское здание рынка, которое является самой ранней из дошедших до наших дней построек выдающегося архитектора.

## История создания
С XVIII века в Москве в районе Большой Сухаревской площади существовал Сухаревский рынок.
Изменение численного и социального состава населения, а также проводимая политика военного коммунизма и продразвёрстки изменили характер торговли на рынке, превратив его в барахолку с быстро возрастающим криминальным характером. 13 декабря 1920 года Моссовет принял постановление о ликвидации Сухаревского рынка. Газета «Правда» в 1920 году так комментировала закрытие «Сухаревки»:

«Не давая почти ничего нового и, таким образом, чрезвычайно мало служа дополнением государственному снабжению, Сухаревка была поистине очагом спекулятивной заразы и спекулятивного разврата. Она растлевала не только буржуазные ряды, она деморализовала красноармейцев, которые „соблазнялись“ и продавали там свои шинели, и даже рабочих, находивших там сбыт для того, что исчезало с фабрик и заводов».

На проходившем в те дни VIII Всероссийском съезде Советов Ленин дважды возвращался к ликвидации знаменитого рынка. Однако, с переходом экономики к НЭПу, решение выполнено не было и Сухаревский рынок продолжал фактически существовать, хаотично переместившись в переулки Сретенки. В связи с этим в 1924 году Моссоветом было принято решение об упорядочении частной торговли и создании нового сухаревского рынка.
Под строительство нового рынка были отведены пустыри и бывшие владения Гефсиманского скита между Большим Сухаревским переулком, Трубной улицей и Садовой-Сухаревской улицей, где, как писал в 1926 году В. Гиляровский, когда-то были монастырские огороды «а последнее время дикий пустырь, притон тёмного люда». Строительство рынка было начато по традиционному «казённому» проекту управления Московского коммунального хозяйства. Однако, архитектор К. С. Мельников, прославившийся к тому времени строительством деревянного павильона «Махорка» Всероссийского махорочного синдиката на первой Всероссийской сельскохозяйственной и кустарно-промышленной выставке, предложил принципиально новое решение, которое было принято и реализовано:

«Несмотря на то, что постройка была начата, — вспоминал К. С. Мельников в 1964 году, — но угловой показ товаров по моему проекту заставил подчиниться архитектурному решению темы».

Одновременно со строительством нового рынка за счет торговцев проводилась реставрация Сухаревой башни и благоустройство сквера рядом с ней.

## Архитектурно-планировочное решение

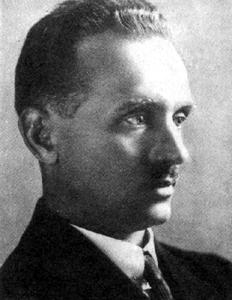
Архитектор К. С. Мельников

К. Мельников предложил застроить всю отведённую под рынок территорию однотипными сблокированными деревянными торговыми павильонами-киосками, каждый блок которых состоял из двух изолированных друг от друга помещений, выходящих входом и торговой витриной на противоположные стороны. От четырёх до двадцати блоков собиралось в ряды таким образом, чтобы на обе стороны их лицевые стены выходили под углом. В результате такой планировки перед каждым торговым киоском создавалось выделенное пространство.

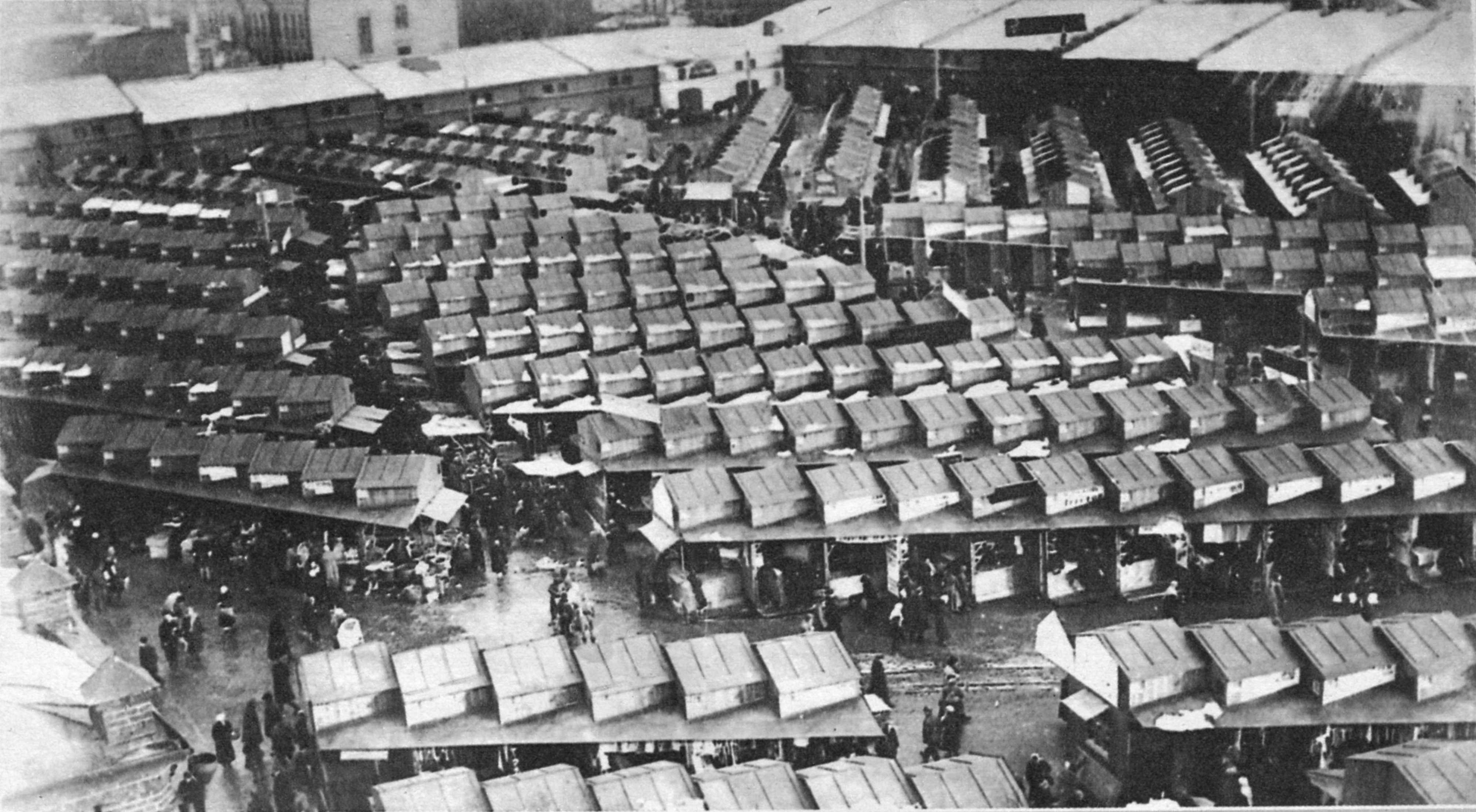
Торговые павильоны

Предложенное Мельниковым архитектурно-планировочное решение позволило, во-первых, экономно использовать отведённую под строительство рынка территорию, во-вторых, в короткий срок возвести торговые киоски, которые собирались на месте из стандартных заранее заготовленных деревянных элементов, в-третьих, создать комфортные условия как для торговцев, так и для покупателей. Устройство на рынке павильонов-киосков позволило торговцам не просто приходить на рынок с товаром на один день, как это было на Сухаревском и других московских рынках той поры, а получить возможность арендовать на какое-то время отдельное небольшое торговое помещение. Особенности планировки давали возможность покупателю сразу видеть весь товар целого ряда. Кроме того, покупатель, находясь в уступе, не мешал проходящей по рядам публике.

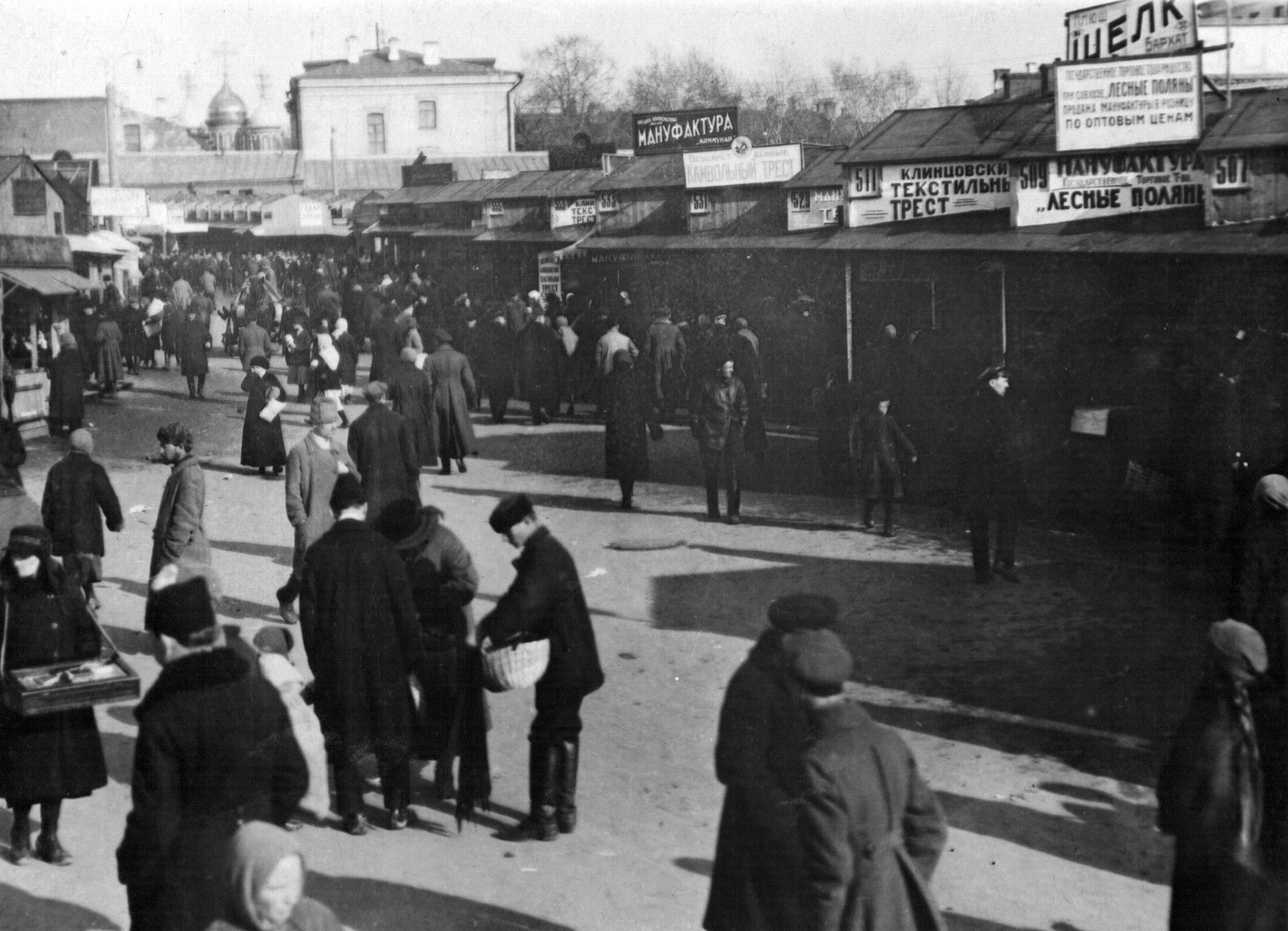
Розничная торговля на Ново-Сухаревском рынке

Для удобства покупателей, каждый павильон имел свой индивидуальный номер, начертанный крупным шрифтом в верхней его части, а также особую окраску, соответствующую рыночному ряду и виду торговли, превращая тем самым, как писал сам архитектор, «всю территорию в сплошное море архитектурной живописи». Кроме этого К. Мельников разработал проекты оформления рыночных ворот и схему визуальной коммуникации на рынке (условные обозначения каждого ряда и вида торговли). Последние эскизы делались Мельниковым в конце 1925 года в Париже, где он находился на постройке Советского павильона на Международной выставке современных декоративных и промышленных искусств.
Новый Сухаревский рынок имел несколько выходов: главный вход выходил на Сухаревскую площадь, боковые входы находились с Садовой-Сухаревской и с Трубной улиц и два проезда было устроено с Большого Сухаревского переулка. Рынок был оснащён электрическим освещением, шестью водонапорными кранами и пожарной сигнализацией. На территории Ново-Сухаревского рынка была также предусмотрена небольшая территория для «толкучки»:

«— Где же антиквария? — спрашиваю одного старого сухаревщика, — писал о Ново-Сухаревском рынке В. Гиляровский, —
Старьёвщики-то? Да кому теперь ихнее барахло нужно? Вот там, в „развале“, есть один-другой со своими рогожками.
Для „развала“, то есть именно для толкучки, отведен угол ближе к Трубной улице. Его со временем отгородят от рядов. А пока иду туда. Это пахнет старой Сухаревкой».

По описанию В. Гиляровского, к 1926 году из 1647 отдельных магазинов-киосков (или, как их называл В. Гиляровский, «бараков») торговцами было занято около 1000 помещений.

«Бараки расположены по отделам: галантерея, обувь, кожа, одежда, москательный, щепной, скобяной, шапочный, стеклянный, мебель, меха, мануфактура, мясной, рыбный, мучной, письменные принадлежности, табак и пока только две книжных лавки букинистов и ни одной антикварной».

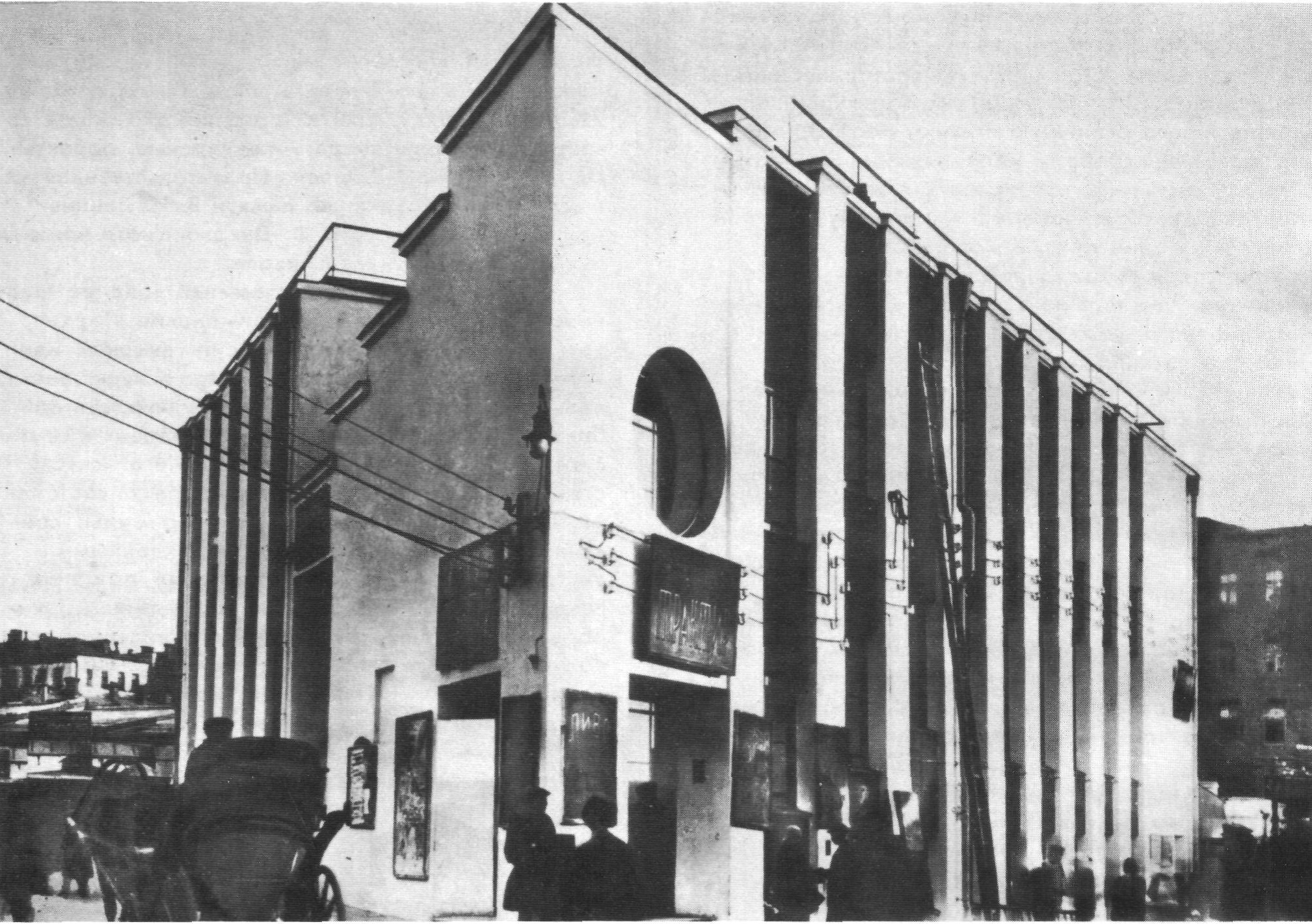
Здание конторы рынка, 1926—1930 г.

В центре сходившихся лучами торговых рядов в 1924—1926 годах было построено здание конторы (комитета) Ново-Сухаревского рынка, в котором помимо администрации рынка также располагался трактир. Кирпичная контора Ново-Сухаревского рынка была единственным зданием на территории рынка, построенным не из дерева. Оштукатуренные и окрашенные известью фасады конторы имели разное решение, что обусловлено своеобразным творческим почерком архитектора, заметным в большинстве его построек. Здание состояло из нескольких объёмов, основная часть из которых была трёхэтажными. На крыше здания была устроена открытая терраса, куда вела лестница с третьего этажа.
Архитектура киосков Ново-Сухаревского рынка оказала влияние на объёмно-пространственное решение построенных по проекту Мельникова в Париже пилообразно сблокированных друг с другом бутиков Торгсектора СССР.

## Дальнейшая судьба рынка
Ново-Сухаревский рынок был закрыт в 1930 году и торговля продовольственными товарами была переведена на Ярославский рынок, находившийся на Мещанской улице. После закрытия Ново-Сухаревского рынка на его месте расположилась автодормехбаза, использовавшая в перестроенном виде трехэтажное здание конторы рынка. На бывшей территории рынка разместился гараж, управление которого заняло здание бывшей конторы.
Здание бывшей конторы Ново-Сухаревского рынка является объектом культурного наследия (памятником истории и культуры) регионального значения. В 1997 году конторское здание было отнесено к перечню памятников истории и культуры, разрешённых к приватизации. В процессе многочисленных ремонтов и реконструкций здание потеряло первоначальный облик: стеной была застроена ведущая на крышу открытая лестница, изменены дверные и оконные проёмы, изменён цвет окраски и др.
В 2023 году стало известно, что здание конторы рынка, выкупленное в 2020 году вместе с участком земли вокруг предпринимателем Дмитрием Разумовым, пройдёт реставрацию и восстановление по проекту архитектурного бюро «Gorlenko Studio» и специалистов из Научно-проектного реставрационного предприятия «Симаргл», чтобы к своему 100-летию в 2025 году открыться в качестве культурного пространства и московской штаб-квартиры творческого сообщества «Мира», основанного Разумовым в Суздале. Внешний вид памятника будет воссоздан в первоначальном виде, интерьеры — созданы заново на основе других работ Мельникова (прежде всего, его личного дома) и его современников.

## Рынок в произведениях литературы и искусства
- Ново-Сухаревский рынок вдохновил российского фотохудожника-конструктивиста Александра Родченко на ряд фоторабот.
- Известный бытописатель Москвы Владимир Гиляровский посвятил Ново-Сухаревскому рынку один из своих очерков.

### На русском
- Константин Степанович Мельников: Архитектура моей жизни. Творческая концепция. Творческая практика / Сост. А. Стригалёв и И. Коккинаки. — М.: Искусство, 1985. — 311 с.
- Константин Мельников. Рисунки и проекты: Каталог выставки.— М.: Советский художник, 1989. — 125 с — ISBN 978-5-269-00173-9
- Мельников К. С. Архитекторское слово в его архитектуре. — М.: Архитектура-С, 2006. — 144 с — ISBN 5-9647-0091-8
- Хан-Магомедов С. О. Константин Мельников. — М.: Архитектура-С, 2006. — 296 с — ISBN 5-9647-0095-0. ISBN 978-5-9647-0095-1
- Стригалев А. А. Константин Степанович Мельников.— М.: Искусство, 1985. — 364 с.
- Архитектура Москвы 1910—1935 гг / Комеч А. И., Броновицкая А. Ю., Броновицкая Н. Н. — М.: Искусство — XXI век, 2012. — С. 250—251. — 356 с. — (Памятники архитектуры Москвы). — 2500 экз. — ISBN 978-5-98051-101-2.

### На английском
- Starr, S. Frederick Melnikov: Melnikov: Solo Architect in a Mass Society. — Princeton University Press, 1978. — ISBN 0-691-03931-3.
- Pare, Richard Die verlorene Avantgarde. — Schirmer/Mosel Verlag Gm, 2007. — ISBN 978-3-8296-0299-0
- MacEl, Otakar, Fosso, Mario Konstantin S. Mel’Nikov and the Construction of Moscow. — Skira, 2001. — 312 p. — ISBN 9788881185399